# Фундада
Фундада (порт. Fundada; МФА: [fũ.ˈda.dɐ]) — парафія в Португалії, у муніципалітеті Віла-де-Рей. Розташована в східній частині країни, на теренах історичної португальської провінції Бейра. Входить до складу округу Каштелу-Бранку. За адміністративним поділом, чинним до 1976 року, терени парафії були складовою провінції Нижня Бейра. Належить до Порталегрівсько-Каштелу-Бранківської діоцезії Католицької церкви. Патрон — свята Маргарита. Площа — 36,5443 км². Населення — 638 ос. (2011). Слабо урбанізований регіон. Густота населення — 17,46 осіб/км²
. Код — 051001.

## Населення
| Кількість мешканців | Кількість мешканців | Кількість мешканців | Кількість мешканців | Кількість мешканців | Кількість мешканців | Кількість мешканців | Кількість мешканців | Кількість мешканців | Кількість мешканців | Кількість мешканців | Кількість мешканців | Кількість мешканців | Кількість мешканців | Кількість мешканців |
| ------------------- | ------------------- | ------------------- | ------------------- | ------------------- | ------------------- | ------------------- | ------------------- | ------------------- | ------------------- | ------------------- | ------------------- | ------------------- | ------------------- | ------------------- |
| 1864                | 1878                | 1890                | 1900                | 1911                | 1920                | 1930                | 1940                | 1950                | 1960                | 1970                | 1981                | 1991                | 2001                | 2011                |
| 1 182               | 1 260               | 1 323               | 1 449               | 1 588               | 1 494               | 1 672               | 1 949               | 1 879               | 1 691               | 1 275               | 974                 | 781                 | 676                 | 638                 |